# 大気圏再突入

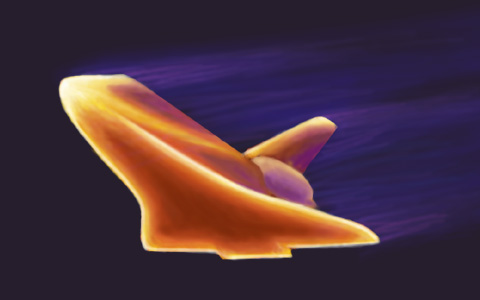
スペースシャトルの再突入時における機体表面温度のシミュレーション画像

大気圏再突入（たいきけんさいとつにゅう、英語: atmospheric re-entry）とは、宇宙船や大陸間弾道ミサイルなどの地球に由来する物体が、一度地球の大気圏から脱出して宇宙空間に出てから再度大気圏に進入すること。単に再突入（さいとつにゅう、英語: re-entry）ともいう。
一度大気圏再突入を開始すると中断ややり直しが極めて難しく、また、再突入する物体表面には、超高温・高圧が発生する最も危険なフェーズのひとつであるため、その前後の軌道離脱や着陸終了までを含めた一連のフェーズを指して呼ぶこともある。例としてスペースシャトルでは約30,000km/hで大気圏再突入を開始し、1,500℃以上に加熱される。
この用語は地上から打ち上げた宇宙機や物体の「帰還」に限って用いる。類似概念として大気圏突入（たいきけんとつにゅう、英: atmospheric entry）という言葉があり、隕石など外来のものを含む物体が、大気圏を通過することを表す場合に用いる。

## 歴史
この技術は、ロケット・弾道ミサイルの開発とともに発達した。冷戦初期において、宇宙開発競争・弾道ミサイル開発競争がアメリカ合衆国とソビエト連邦を中心に行われていた。特に、大陸間弾道ミサイルの開発において、発射から着弾に至るまでの経路で、大気圏再突入が避けて通れない問題であり、必須の技術であった。
有人宇宙船の開発でも同様で、1920年代には、すでにロバート・ゴダードが、熱遮蔽の必要性を指摘していた。1940年代にロケットエンジンが開発された頃には、音速以上の超高速で移動する物体が高温に加熱される事象が研究されており、更に高温が発生すると予想されていた。

## 大気圏再突入時に発生する現象
物体が大気圏に突入する際には、熱の壁による空力加熱（断熱圧縮）が発生し、例えば標準大気でマッハ3の突入速度の場合、理論値でよどみ点温度は350 ℃を超える（空気との摩擦により温度が上昇するというのは誤り）。適切な軌道離脱タイミングと機体の角度（進入角度とはいわない）が必須の条件である。タイミングがわずかでもずれると着陸地点が大幅に変わる。また、「機体角度が浅いと大気に弾かれる」というのは間違った解釈であり、実際は「十分に減速できず、大気圏を突き抜けて再度宇宙空間に出る」というのが正しい。
スペースシャトルの場合は、進行方向に対し斜めの姿勢をとるなどして大気で揚力を発生させて「滑空」することで速度や高度を調整し、最高温度の上昇を防ぐと同時に、宇宙飛行士にかかる減速加速度を軽減していた。カプセル型の場合には遮熱シールドを用いる。

### 加熱
流れ星が明るく光ることと同様に、宇宙船も明るく発光する。これは機体が数千度にもなる高温に加熱されるためであるが、空気との摩擦熱を原因とする説明は誤りであり、熱源のほとんどは宇宙船前方の空気が断熱圧縮されることによる。その高温から周辺の気体は原子、イオン、プラズマの状態になっており、電波通信では強い障害となる。
超音速で移動する物体の前方においては、気体が物体によって横に押しのけられることが間に合わずに前方に圧縮される。これは音速域から生じる現象であり、例としてコンコルドでは音速飛行時の機首温度はおよそ 120℃とされていた。
宇宙空間に漂っている物体は第一宇宙速度である7.9 km/s（28,400 km/h、マッハ23）以上の対地速度であり、ほとんどが人為的に減速されることなく地球の大気圏に突入するため、数千℃の高温に晒される。
例としてスペースシャトルにおいては、再突入開始時の速度はおよそマッハ25（30,000 km/h）であり、はやぶさ2の帰還カプセルのケースでは12 km/s（43,200 km/h）で大気圏に突入し、周辺温度は 1万℃、カプセル表面では 3,000℃程度だったと推定されている。
スペースシップツーなどのように衛星軌道速度を出さず、水平方向速度が遅い低頂点高度弾道飛行からの大気圏再突入なら、空力加熱はコンコルドレベルの僅かなものに留まり、高度な耐熱材・断熱構造は省略できる。

### 通信

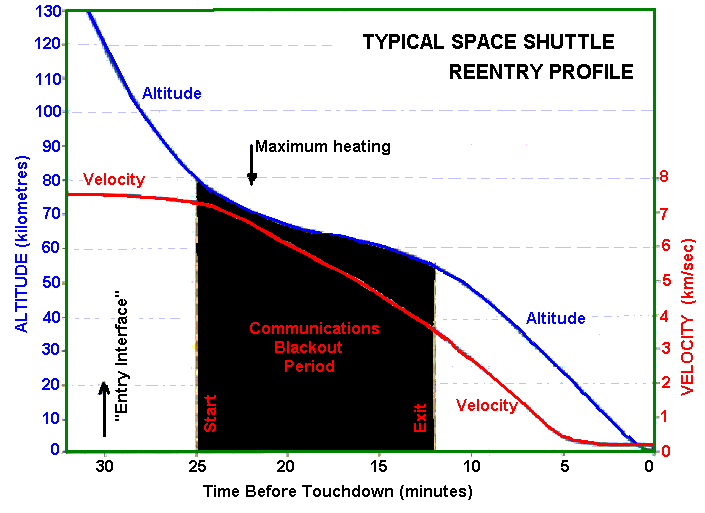
スペースシャトルの再突入プロファイル

アポロ宇宙船の頃から、初期のスペースシャトルにおいても、宇宙船がプラズマに囲まれている間は、地上との無線通信が不可能となっていた。データ中継衛星の整備後は、スペースシャトルでも、プラズマの希薄な機体上方のアンテナを使って、静止軌道のデータ中継衛星を介した無線での通信が可能となった。また、2020年代に入ると低軌道に通信衛星コンステレーションのスターリンクが整備されたことで、テレメトリデータや音声データだけでなく映像データの送信も可能となり、SpaceX社はスターシップが再突入時にプラズマに包まれる様子を生中継するなどした。

## 熱防御技術
大きく分けて使い捨てのアブレータと再使用可能な金属・セラミックの2種類が存在する。
更に冷却方法として受動的な冷却(アブレーション冷却、放射冷却)、能動的な冷却(再生冷却、フィルム冷却)に分けられるが、後者は実用化されていない。

### アブレータ
アブレータはガラス繊維強化プラスチック、炭素繊維強化プラスチックで出来ていて、熱分解で吸熱反応が生じるほか、ガスが生じこれが空気との間に入り盾となることで機体を防御する。
その仕組み上使い捨てになる。ソユーズ宇宙船を初めカプセル型の再突入体の底部、側面に用いられる。

### 金属
カプセル型の宇宙船の側面、あるいはアブレータなどの耐熱シールドの裏側に使用される。
頑丈だが、重く、耐熱温度は限られる。
マーキュリー宇宙船ではチタンの外皮が使われた。弾道飛行のマーキュリーレッドストーン3号、4号では底部にもアブレータではなく金属ベリリウムが使われた。
ジェミニ宇宙船ではチタン、外皮にはベリリウムとニッケル合金が使われた。
ESAの実験機EXPERTにも耐熱合金が使用された。

### セラミック
軽量で、高い耐熱性を持つ一方、脆く信頼性には難がある。
スペースシャトルに使用された。スターシップにも用いられている。

#### セラミック繊維

軌道上で膨張するLOFTID

脆いセラミックでも、細いセラミック繊維にすることで割れを防ぐことができる。軽量で、断熱性にも優れる。ただし形状の保持は難しい。
スターシップではセラミックタイルの裏側に施工されている。
柔軟であることは膨張式耐熱シールドにとっては長所である。2022年11月10日再突入に成功したNASA LOFTIDは、 7 つの膨張可能なトーラスで形成されており、片面には柔軟な炭化ケイ素の黒いセラミック織物が熱保護層が用いられている。

## 着陸・着水技術
このように超高温、高圧に晒されるため、滑空制御するための構造や、減速するためのエンジン等を搭載したまま突入を行うことが困難である。また、車輪のような着陸機構にも大きな制限がなされる。
ほとんどの物体は空気抵抗で減速し、地上に接近するとパラシュートなどで、さらに飛行速度を落とし、着陸あるいは着水する。太平洋と大西洋に接しているアメリカ合衆国では、主にアポロ宇宙船やマーキュリー宇宙船に見られるように着水を行い、接している海がほとんど北極海というロシア（及びソ連）では、ソユーズで見られるように、地表近くで逆噴射ロケットで大きく減速して着陸している。なお、ユーリイ・ガガーリンの乗ったボストークは逆噴射ロケットを持たず、パラシュートで減速後、戦闘機のように乗員を座席ごと船外へ射出していた。

## 事故

### 死亡事故
- 1967年のソユーズ1号（パラシュートが開かず地面に激突、ウラジーミル・コマロフ飛行士が死亡）
- 1971年のソユーズ11号（気密漏れのためゲオルギー・ドブロボルスキー、ウラディスラフ・ボルコフ、ビクトール・バチャエフが窒息死）
- 2003年のスペースシャトルコロンビア（打ち上げ時に翼の耐熱パネルが破損したことにより大気圏再突入時に空中分解、乗組員7名全員が死亡）

その他のトラブル事例としては、耐熱パネルが外れかかったため逆推進ロケットを分離せずに突入（後にセンサーの誤報と分かった）（マーキュリー6号）、逆推進システムがカプセルから分離しないまま突入（ボストーク1号、ソユーズ5号）、逆噴射に失敗（ソユーズTM-5）、予定外の場所に着地（平原のはずが森や湖）などのトラブルがある。

### サターンVの残骸
1973年5月14日に宇宙ステーション・スカイラブ1号の打ち上げに使用したサターンVの残骸（先端部もしくはエンジンの一部）が1975年1月11日にジブラルタル西方約1,600 kmの大西洋上に落下。地上に落下した宇宙浮遊物としては当時最大規模となった。北米防空指令部は残骸の落下を直前まで追跡していたが、突入角度が浅かったため大気に跳ね返されるように軌道が変化して見失った。残骸の最後一周はロサンゼルスやシカゴなど人口密集地の上空を飛行したため大惨事となる可能性もあった。

## 人工衛星
低軌道の人工衛星などで、制御が可能で、回収の必要がないものやできないもの（例：ミールやプログレス補給船など）は、役目を終えるとスペースデブリの発生源にならないように大気圏再突入が行われる。デオービット（英語：deorbit）ともいう。この場合は故意に突入角度を深く取り、地表に落下する前に燃え尽きるようにすること、たとえ破片が残っても海などへ落下させることなどが求められる。なお、地球の低周回軌道上の制御を失った衛星やロケットの上段も、いずれは高度を失い大気圏へと入り、空気抵抗により地上へ落下するが、この場合はどこに落ちるかは分からない。
静止軌道投入に失敗した通信衛星で、制御突入させた例としては、2002年12月のAstra-1Kと、2012年3月のExpress-AM4がある。
落下物による人的被害を防ぐため、NASAのガイドラインでは落下範囲が8 m2（統計的に人的被害が出る確率が1/10000）以上になるものについては制御落下を行うことが推奨されている。制御落下計画は以下の2点を満たさなければならない。
- 落下するデブリはアメリカ領空より25海里以上、他国の領土より200海里以上離れていなければならない。
- 船および航空機の航路を管理する所管行政庁、所轄機関へ連絡がなされなければならない。

その際、衛星は中間圏（高度80 km）に突入した時点で急速に破壊が始まり速度低下するが、落下物がどこに落ちるかは形状、材質により異なってくる。
具体的にはアルミニウムよりは耐熱性の高いチタンの方が地表に落下する可能性が高い。また、中が空洞の燃料タンクは衛星の破壊が始まった地点から数百キロ程度の地点に落ちるが、リアクションホイールは千キロ以上離れたところに落ちることもある。
上記の通り衛星の破壊が始まる地点は、衛星が中間圏に突入した地点となるため、その際の軌道は円軌道の半径を次第に狭めるのではなく、マヌーバによって楕円軌道に変化させ、その近地点（ペリジー）を落下予定地点に合わせることで行う。

## 無人宇宙探査機

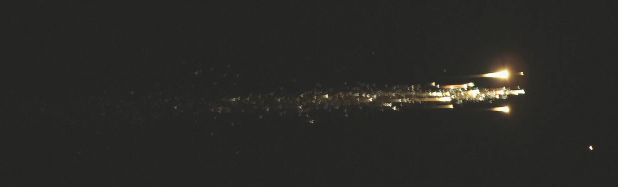
再突入によって分解・焼失する「はやぶさ」。右下に離れて見える光点がカプセル。

月軌道以遠から帰還し大気圏に再突入した無人宇宙機の初の事例は、2004年9月のジェネシスであり、その後は、2006年1月のスターダスト（いずれもサンプルリターン用カプセルのみ）、2010年6月のはやぶさ（はやぶさ本体およびサンプルリターン用カプセル）がある。
月軌道も含めれば1970–1976年に行なわれたルナ計画のサンプルリターン機（16・20・24号）も挙げられる。また着陸機でないものも含めると、嫦娥5号T1も月周回後に地球に帰還している。さらに、大気圏（地球の大気を参照）や再突入の定義にもよるが、はやぶさと同じ MUSESシリーズの元祖ひてんも1991年に月以遠の軌道から上空 120 km の地球大気で空力ブレーキを成功させ、軌道変更に成功している。
これらはいずれも高速度で行っている点が特徴である。地球重力圏の限界や月軌道から突入した探査機で11 km/s程度、惑星軌道から帰還したはやぶさとスターダストは12 km/sを超える再突入速度を記録している。

## 他の天体への大気圏突入
- 1960年代から1980年代にかけて、ソ連の多数の金星探査機とアメリカのパイオニア・ヴィーナス2号が金星の大気圏に突入した。
- 1970年代にソ連とアメリカ、1990年代以降もアメリカの多数の火星探査機と欧州のビーグル2が火星の大気圏に突入した。金星探査機・火星探査機とも地表に到達する前に通信途絶したものが少なくない。
- 1995年12月にはガリレオのプローブが木星大気圏（上層部）に突入した。これは制御された大気圏突入としては最も高速なもので、速度47.4 km/s、減速度は230 Gに達した。ガリレオ本体も2003年9月に木星大気圏に突入した。
- 2005年1月、カッシーニに搭載されていたホイヘンス・プローブが土星の衛星タイタンの大気圏に突入、着陸した。

NASAでは傘状の膨張型大気圏再突入実験装置（IRVE）を開発中である。これを将来の火星・木星、そして土星などの探査機に搭載する予定である。

## 弾道ミサイル

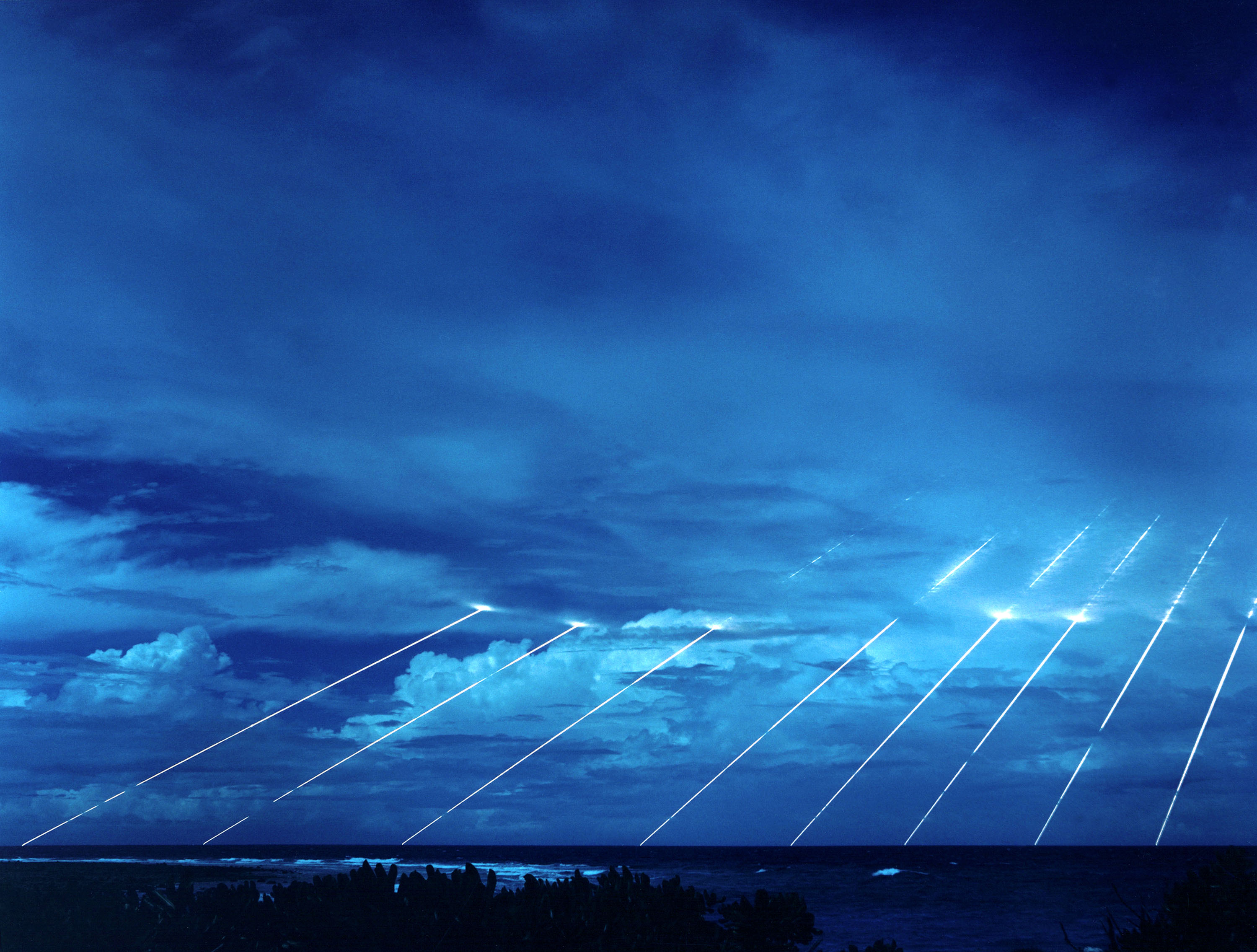
米国のICBM LGM-118A ピースキーパーの発射実験によりクェゼリン環礁に落下する再突入体。複数の弾頭が複数の目標を攻撃可能なMIRVによるもの

弾道ミサイルでは、弾頭（主に核弾頭）は先の尖った円錐状の耐熱カプセルである再突入体 (re-entry vehicle、RV) に搭載される。実施時の速度はIRBMでも秒速2 km程度、ICBMであれば秒速約7 km程度になるので、着弾までにRVの大部分が損耗し半球状になってしまう。なお、日本が耐熱タイル技術の開発に消極的だったのは、核ミサイル保有の疑いを減らすためであったといわれている。

## 各国

### 日本
日本が実施したものとして、以下の物がある。
- RFT-1 - 1988年（昭和63年）9月21日打上・失敗
- RFT-2 - 1992年（平成4年）2月15日打上・再突入（計画高度73 kmで達成高度67 kmと、宇宙には少し[注 3]届かないが、日本初の空力制御による再突入実験）
- りゅうせい（OREX）- 1994年（平成6年）2月4日打上・再突入（水没）
- EXPRESS（日独共同）- 1995年（平成7年）1月15日打上（予定軌道に投入できず行方不明に。後にガーナで発見）
- 極超音速飛行実験（HYFLEX）- 1996年（平成8年）2月21日打上・再突入（水没）
- 高速再突入実験機（DASH）- 2002年（平成14年）2月4日打上（分離に失敗）
- 次世代型無人宇宙実験システム（USERS/REM）- 2002年（平成14年）9月10日打上、2003年（平成15年）5月30日再突入・回収成功
- はやぶさ（MUSES-C）- 2003年（平成15年）5月9日打上、2010年（平成22年）6月13日に、従来実績のあった地球周回軌道からではなく、初めて惑星間空間から直接小惑星試料カプセルを再突入させ回収に成功。なお、本体は消失。
- 宇宙ステーション補給機「こうのとり」7号機 (HTV7)の小型回収カプセル - 2018年9月23日打上。11月11日6時40分(JST)ごろ、南鳥島近海にパラシュート落下[17]。
- MOMO4号機 - 紙飛行機を打ち上げて回収を試みる予定であったが、失敗[18]。

- はやぶさ2 - 2014年12月3日打上。2020年12月6日に試料回収カプセル再突入・回収成功。

任務の最後に制御落下させた物には、以下の物がある。落下地点は南太平洋上。
- 宇宙ステーション補給機「こうのとり」（HTV）
  - HTV技術実証機- 2009年（平成21年）9月11日打上、11月2日に落下
  - 宇宙ステーション補給機「こうのとり」2号機 （HTV2）- 2011年（平成23年）1月22日打ち上げ、3月30日に落下
  - 宇宙ステーション補給機「こうのとり」3号機 （HTV3）- 2012年（平成24年）7月21日打ち上げ、9月14日に落下
    - 「こうのとり」3号機には日本の再突入データ収集装置i-Ballが搭載されており、データを収集後に海面上からデータを送信し水没

  - 4号機以降の機体でも基本的に制御落下による焼却処理が行われている。
- H-IIBロケットの第2段部分
  - 2号機の第2段部分- 2011年（平成23年）1月22日打ち上げ、同日落下
  - 3号機の第2段部分- 2012年（平成24年）7月21日打ち上げ、同日落下
  - 4号機以降の機体でも基本的に制御落下による焼却処理が行われている。

他にも、寿命が尽きた後に空気抵抗で高度が低くなり再突入した衛星は数多くあるが、ここでは省略する。
なお、意図的に再突入を早めることを予定していた衛星には以下の物がある。
- かがやき (人工衛星) - 2008年（平成20年）1月23日打上。ミッション終了後にセイルを展開して空気抵抗で落下させる予定だったが、通信が確立せず実質的に失敗。
- EGG - 東大などが開発し、国際宇宙ステーションから放出された。傘を開いて希薄大気の抵抗で減速し、2017年5月15日に大気圏再突入・焼却処分に成功。将来的には落下地域を制御したうえで燃え尽きない設計での試料回収などを意図している[19]。

また、弾道飛行で高度100 km以上に達する日本の観測ロケットの中にも、パラシュート降下で回収されるものがある。
このほか日本で回収が行われている再突入体の例としては、高度100 km以上で切り離されたペイロードフェアリングも挙げられるが、船舶航行上の安全が目的とされており、ここでは割愛する。

## フィクションにおける大気圏再突入
アポロ13号事故の史実を元にした映画『アポロ13』や、映画『スペースキャンプ』、野尻抱介の小説『ロケットガール』シリーズなど、宇宙旅行あるいは宇宙開発が関係するフィクションでも、スリリングな場面として描かれることが多い。
川端裕人の小説『夏のロケット』や映画『明日があるさ THE MOVIE』では、民間人による宇宙船の打ち上げが扱われているが、これらの中でも耐熱対策は重要なウェイトを占めている。
レイ・ブラッドベリの短編小説『万華鏡』では、事故により宇宙服ひとつで投げ出された宇宙飛行士がそのまま燃え尽きる。その場面は石ノ森章太郎の漫画『サイボーグ009』などでもオマージュされている。
宮下あきらの漫画『魁!!男塾』では、宇宙空間に飛ばされた塾長の江田島平八が、自らの体を宇宙船に紐でくくりつけ、宇宙服と酸素ボンベだけで地球に帰還するという離れ業をやってのけている。
映画『007 ムーンレイカー』、テレビドラマ『謎の円盤UFO』、アニメ『機動戦士ガンダム』や以後の作品群など、宇宙戦争を題材にしたフィクションでも大気圏突入寸前／突入中に実施される戦闘の描写は多く、戦闘の影響で突入軌道がずれて予定外の場所に降りてしまったり、大気圏突入の能力を持たない兵器や艦艇が地球に落下して燃え尽きるシーンなどが見られる(例、機動戦士ガンダムでのクラウン搭乗ザク)。